# Gonatodes albogularis
Gonatodes albogularis – gatunek gada łuskonośnego z rodziny Sphaerodactylidae. Występuje w południowym Meksyku (Chiapas), Gwatemali, Belize, Salwadorze, Hondurasie, Nikaragui, Kostaryce, Panamie, Kolumbii, zachodniej Wenezueli i na niektórych wyspach Antyli, w tym na Kubie, Jamajce, Haiti czy Martynice. Introdukowany na Florydzie; niektóre populacje wyspiarskie zapewne też zostały introdukowane. Prowadzi nadrzewny tryb życia. Zamieszkuje suche i mokre lasy tropikalne. Żywi się małymi bezkręgowcami głównie larwami owadów. Jest jednym z nielicznych Gekkota, u których występuje wyraźny dymorfizm płciowy. Jest to następstwo dziennej aktywności tego gatunku.

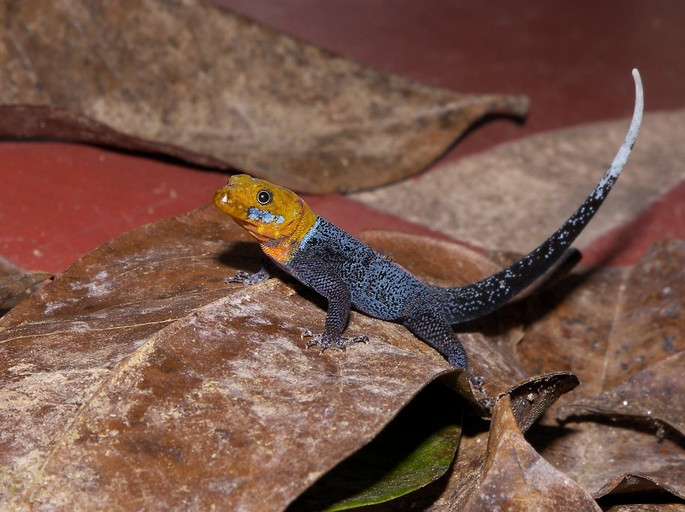
Samiec Gonatodes albogularis z charakterystycznym, żółtym ubarwieniem głowy